# Archanara obsoleta
Archanara obsoleta är en fjärilsart som beskrevs av Tutt 1891. Archanara obsoleta ingår i släktet Archanara och familjen nattflyn. Inga underarter finns listade i Catalogue of Life.